# Solideo

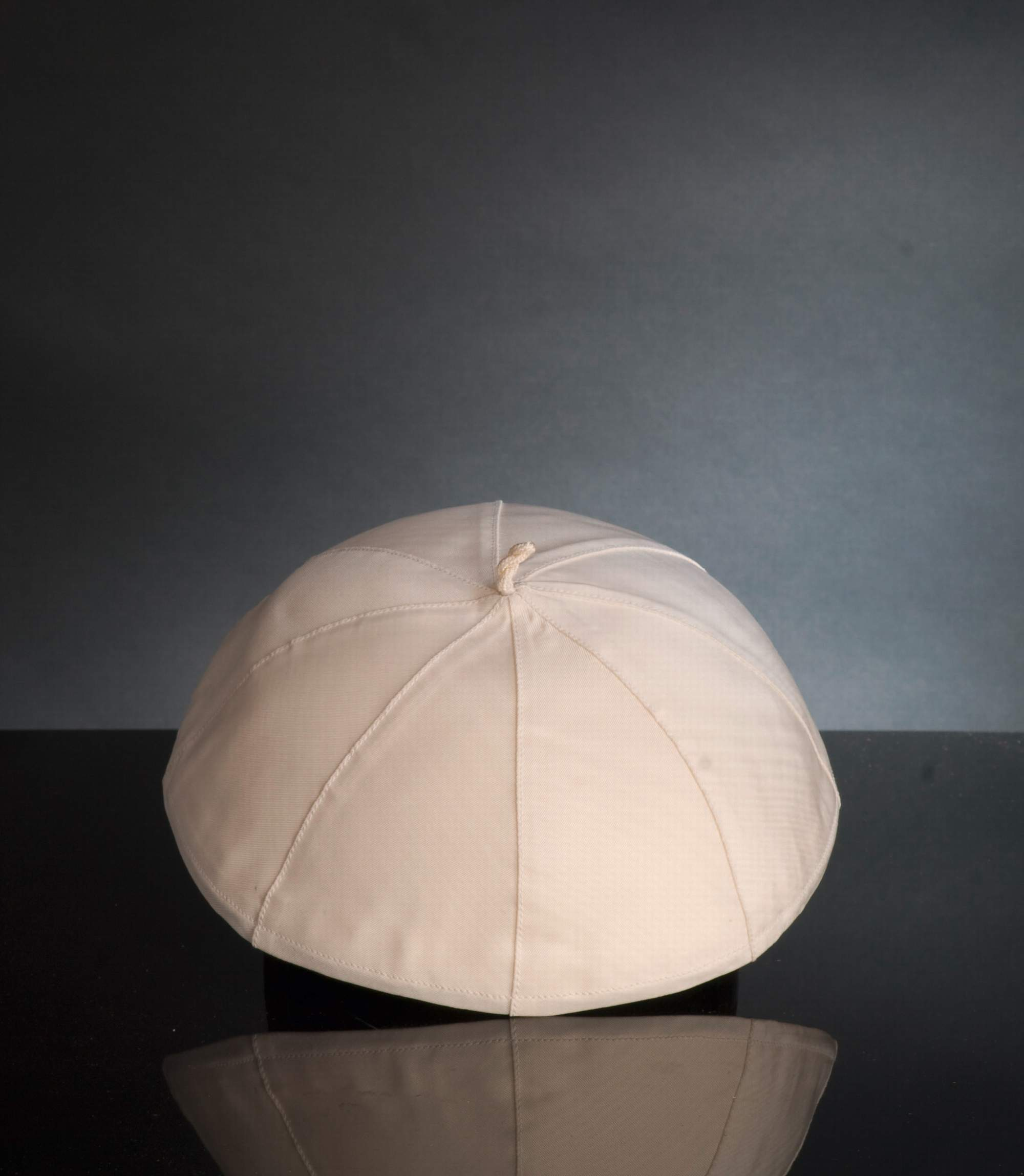
Solideo de la Colección Philippi.

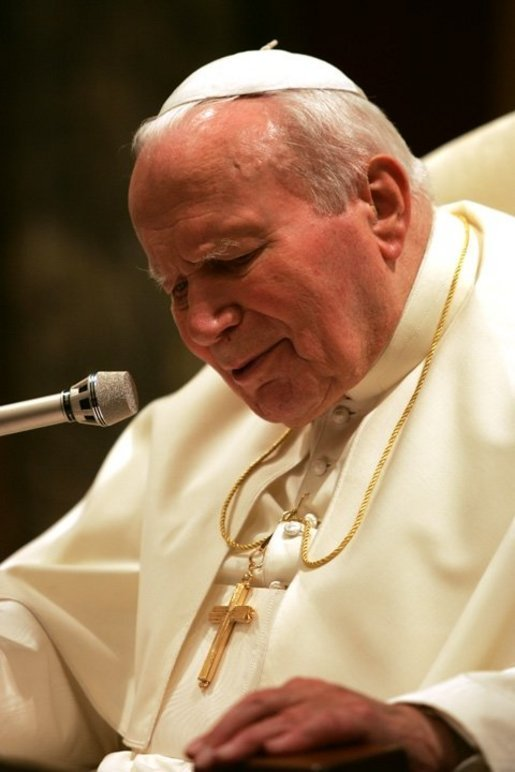
Juan Pablo II con solideo.

El solideo (del latín soli Deo, «solo a Dios») o zucchetto (del italiano [dzukˈketto]) es un casquete de seda que portan el papa, los obispos y algunos eclesiásticos para cubrirse la cabeza. Solo se lo quitan ante Dios, es decir, ante el Santísimo Sacramento, por ejemplo durante la Misa desde el Prefacio hasta después de la Comunión. Los obispos y cardenales se lo quitan en presencia del papa como símbolo de respeto, como quien se quita el sombrero al saludar a otra persona. Es muy parecido al kipá, el casquete que utilizan los judíos en sus ceremonias.

## Obispos y cardenales
Los obispos y cardenales, para mostrar respeto al papa, se retiran el solideo, solamente en el momento de saludarle, en recuerdo de la especial misión que Jesucristo encomendó a San Pedro y, según la Iglesia Romana, a sus sucesores, los papas. Acto seguido, vuelven a colocárselo, pues el Papa no es Dios. En cambio, ante el Santísimo Sacramento (Cuerpo y Sangre de Jesucristo), mantienen la cabeza descubierta mientras estén en presencia de las formas consagradas, tanto en la Misa como fuera de ella (exposición solemne del Santísimo para la adoración).
Los cardenales, por ser el consejo de obispos más próximo al papa, no usan el solideo ni sus vestimentas color violeta, sino rojo, que era el antiguo color de los papas hasta que San Pío V adoptó el color blanco como propio de los Sumos Pontífices (en continuidad con el hábito dominico que este usaba, pues pertenecía a dicha orden). Además, simbólicamente el rojo es signo de que los cardenales juran estar dispuestos a dar su sangre por Dios, como mártires.
Los solideos de color negro son usados por los canónigos como título honorífico que otorga el obispo tanto en la Tradición católica romana como en la tradición Anglicana es utilizado en la liturgia de la Eucaristía y cuando lleva la sotana negra en la tradición Anglicana sólo los canónigos utilizan solideo negro para diferenciarse de los demás presbíteros. 
El solideo violeta es usado por los obispos electos para presidir o concelebrar la Eucaristía, hasta el día en que deban recibir la ordenación episcopal, incorporándoles el báculo, el anillo y la mitra, siendo en algunos casos ir en la procesión inicial de dicha eucaristía acompañado de los sacerdotes asistentes y los obispos consagrantes, partiendo por los tres principales.

## Significado
El nombre solideo proviene de las palabras latinas “soli Deo” ("solo a Dios"). No se utiliza solo en las celebraciones, sino también fuera. Durante la Eucaristía se quita al empezar el prefacio de la plegaria eucarística para volvérselo a poner después de haber reservado la Comunión. Hace honor así a su nombre de “soli Deo”: “solo ante Dios” se quita.[cita requerida]